# Antitoxina

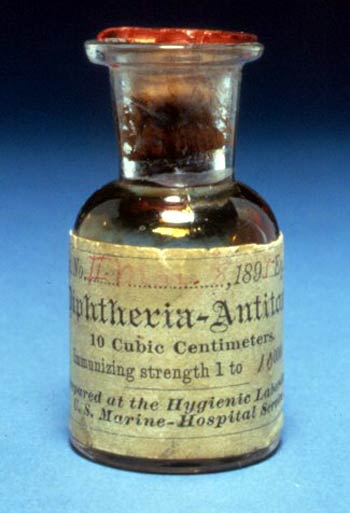
Frasco histórico, datado en 1895, que contiene la antitoxina contra la difteria.

Una antitoxina es un anticuerpo formado en un organismo como respuesta a la presencia de una toxina bacteriana en su interior, a la cual puede neutralizar.
Las personas que se han recuperado de enfermedades bacterianas desarrollan antitoxinas específicas que les proporcionan inmunidad contra la reincidencia del padecimiento. Al inyectar a un animal que generalmente son caballos con altas dosis de alguna toxina, estos producen una gran concentración de antitoxinas en su sangre. Con estos anticuerpos altamente condensados, se preparan los llamados antisueros.
La primera antitoxina fue desarrollada en 1890 a partir de un tipo específico de difteria. Las antitoxinas son usadas también en el tratamiento del tétano, botulismo y etc.

### Fuente de libro
- Encyclopaedia Britannica, Inc., Encyclopaedia Britannica, Inc. (2011). Britannica Enciclopedia Moderna. Encyclopaedia Britannica, Inc. ISBN 978-1-61535-516-7.

- Datos: Q584135